# 特拉維夫夏普爾足球會
特拉維夫夏普爾足球會（Hapoel Tel Aviv Football Club）是一家位於以色列特拉維夫的足球會，球隊現於以色列超級足球聯賽中角逐，主場是布魯姆菲爾德球場。截至2010年，該隊已分別贏得 13 次以色列超級足球聯賽冠軍、13 次以色列盃，是國內第二支最成功的球會，緊隨於特拉維夫馬卡比後。於1967年，球隊更成為首屆亞洲冠軍球會盃（亞洲聯賽冠軍盃前身）的盟主。

## 主場
特拉維夫夏普爾於1962年搬到現今的布盧姆菲爾德球場作為主場前，曾經三度更改球隊主場。第一場賽事於布盧姆菲爾德球場舉行是於1962年12月12日，對手為荷蘭的川迪，結果雙方賽和 1–1。現在，球隊需要與特拉維夫馬卡比（自2000年開始）和賓尼耶赫達（自2004年開始）共用主場。

## 球隊榮譽

### 國內
- 以色列超級足球聯賽[2]
  - 冠軍 (13): 1934, 1935, 1938, 1940, 1943, 1957, 1966, 1969, 1981, 1986, 1988, 2000, 2010
- 以色列盃
  - 冠軍 (14): 1928, 1934, 1937, 1938, 1939, 1961, 1972, 1983, 1999, 2000, 2006, 2007, 2010, 2011
- 以色列圖圖盃
  - 冠軍 (1): 2002

### 國際
- 亞洲冠軍球會盃
  - 冠軍（1）: 1967年

## 外部連結
- Official website
- Ultras Hapoel （页面存档备份，存于）
- Shedim - Hapoel Tel Aviv Forum （页面存档备份，存于）
- Fans Forum （页面存档备份，存于）

| 成就            | 成就                | 成就                  |
| --------------- | ------------------- | --------------------- |
| 前任： 始創冠軍 | 亞洲冠軍球會盃 1967 | 繼任： 特拉維夫馬卡比 |